# Joseph-Nicolas Gautier
Joseph-Nicolas Gautier (Rochefort, 26 settembre 1689 – Port La Joye, 10 aprile 1752) è stato un militare, patriota e mercante francese.

## Biografia
Nato a Rochefort, in Nuova Aquitania, Gautier si trasferì ancora giovanissimo in Nuova Francia e divenne membro della comunità acadiana local. In breve tempo divenne uno dei più ricchi mercanti della regione e venne per questo eletto comandante della milizia acadiana. Prese parte alla guerra di re Giorgio contro gli inglesi per tutelare gli interessi del suo popolo, come pure alla guerra di padre Le Loutre. In quest'ultima guerra, Guautier fu una delle figure chiave che guidarono l'esodo degli acadiani. Trasferitosi insieme ad altri acadiani a Port La Joye (attuale Charlottetown), sull'Isola del Principe Edoardo, qui morì nel 1752.